# اتوبوسی به نام هوس (فیلم ۱۹۵۱)
اتوبوسی به نام هوس (به انگلیسی: A Streetcar named Desire) فیلمی از الیا کازان با بازی ویوین لی و مارلون براندو است که در سال ۱۹۵۱ توزیع شد. این فیلم از روی نمایشنامه‌ای به همین نام اثر تنسی ویلیامز ساخته شده‌است.
با اکران فیلم، مارلون براندو که در زمان انتخاب، بازیگری تقریباً ناشناخته بود، به عنوان یک ستاره بزرگ سینمای هالیوود به شهرت رسید و اولین نامزدی را از چهار نامزد اسکار بهترین بازیگر مرد دریافت کرد.
درآمد تقریبی این فیلم در گیشه‌های ایالات متحده و کانادا در سال ۱۹۵۱ حدود ۴٬۲۵۰٬۰۰۰ دلار بود که موفقیت بزرگی برای این فیلم بود.

## خلاصهٔ داستان
بلانش دبوآ (ویوین لی) که مشکلات زیادی را در زندگی متحمل شده‌است، پس از اخراج از مدرسه‌ای که در آن به تدریس مشغول بود، برای دیدار با خواهرش استلا (کیم هانتر) به پیش وی و شوهر خواهرش استنلی کوالسکی (مارلون براندو) می‌آید. استنلی که یک کارگر قمارباز است، از بدو ورود بلانش سر ناسازگاری با وی دارد و از طریق یکی از دوستانش از گذشتهٔ بلانش باخبر می‌شود و …

## مشروح داستان
بلانش دوبوآ، معلم میانسال زبان انگلیسی در دبیرستانی در اوریول، می‌سی‌سی‌پی، به نیواورلئان می‌رسد. او سوار بر واگن برقی با نام «هوس» به محلهٔ فرانسوی‌ها می‌رود، جایی که خواهرش، استلا، به همراه همسرش، استنلی کووالسکی، در آپارتمانی محقر و فرسوده زندگی می‌کنند. بلانش ادعا می‌کند که به دلیل اضطراب از کار خود مرخصی گرفته است. رفتار آرام و موقر او به‌شدت با خشونت و رفتار بی‌پردهٔ استنلی در تضاد است و این اختلاف به بی‌اعتمادی و دشمنی میان آن دو می‌انجامد. استلا از حضور خواهرش خوشحال است، اما استنلی به او به چشم یک مزاحم نگاه کرده و به طعنه و انتقاد از او می‌پردازد.
بلانش فاش می‌کند که ملک خانوادگی دوبوآ، «بل روِ»، به دلیل بدهی از دست رفته است. او در جوانی بیوه شده، پس از آنکه همسرش دست به خودکشی زد. وقتی استنلی به او مشکوک می‌شود و گمان می‌برد که بلانش ارثی را مخفی کرده، او سندهای توقیف ملک را نشان می‌دهد. در حین جستجوی بیشتر، استنلی برخی از نامه‌های خصوصی بلانش را به زمین می‌اندازد. بلانش با اشک آن‌ها را جمع می‌کند و می‌گوید این نامه‌ها اشعار همسر فقیدش هستند. استنلی توضیح می‌دهد که تنها نگران خانواده‌اش بوده و سپس خبر می‌دهد که استلا باردار است.
بلانش با میچ، یکی از دوستان استنلی، آشنا می‌شود؛ مردی مؤدب و حساس که رفتارش به‌وضوح با استنلی و دیگر دوستانش متفاوت است. آن‌ها عاشق یکدیگر می‌شوند. اما در شبی که استنلی و دوستانش مشغول بازی پوکر هستند، او در حال مستی به خشم آمده و به استلا سیلی می‌زند. بلانش و استلا به آپارتمان همسایه، یونیس هابل، پناه می‌برند. پس از آنکه خشم استنلی فروکش می‌کند، از حیاط زیرین با ندامت، استلا را با صدای بلند صدا می‌زند. استلا، شیفتهٔ جذابیت حیوانی او، نزدش بازمی‌گردد و آن‌ها با یکدیگر به بستر می‌روند. صبح روز بعد، بلانش از استلا می‌خواهد که استنلی را ترک کند و او را «حیوانی فاقد انسانیت» می‌خواند.
با گذشت هفته‌ها و تبدیل آن‌ها به ماه‌ها، تنش میان بلانش و استنلی افزایش می‌یابد. بلانش با امید به آینده‌ای با میچ دلخوش است، اما اضطراب و الکل او را به مرز فروپاشی روانی می‌کشانند. استنلی، که به گذشتهٔ بلانش مظنون شده، حقیقتی تلخ را کشف می‌کند: بلانش به دلیل داشتن رابطه با دانش‌آموزی زیر سن قانونی از کار خود اخراج شده است. او این خبر را به میچ می‌رساند. استلا با خشم، استنلی را به افشای این راز و نابودی بلانش متهم می‌کند، اما دعوای آن‌ها با شروع درد زایمان استلا قطع می‌شود.
میچ به آپارتمان می‌آید و بلانش را با حقیقتی که از استنلی شنیده روبه‌رو می‌کند. بلانش با التماس خواهان بخشش می‌شود، اما میچ، آسیب‌دیده و تحقیرشده، رابطه را به پایان می‌رساند. آن شب، در حالی که استلا در بیمارستان برای زایمان است، استنلی به خانه بازمی‌گردد و بلانش، که لباسی مندرس بر تن دارد، وانمود می‌کند که در آستانهٔ سفر با یکی از خواستگاران قدیمی‌اش است. استنلی، خشمگین از دروغ‌های او، حقیقت تلخ گذشته‌اش را به رخش می‌کشد و در جدالی خشن، به نظر می‌رسد که به او تجاوز می‌کند.
چند هفته بعد، طی یک بازی پوکر دیگر در آپارتمان، پزشکان برای انتقال بلانش، که اکنون تقریباً به حالت  یک فرد روانی که خشکش زده درآمده، به آسایشگاه روانی می‌آیند. بلانش به استلا حقیقت را گفته، اما استلا نمی‌تواند آن را باور کند. با دیدن پزشک و پرستار، بلانش ابتدا مقاومت می‌کند، اما وقتی پزشک با او به آرامی صحبت می‌کند، او به‌طور داوطلبانه همراه آن‌ها می‌رود و می‌گوید: «همیشه به مهربانی غریبه‌ها وابسته بوده‌ام.»
در حالی که بلانش را می‌برند، میچ تلاش می‌کند به استنلی حمله کند، اما دیگر بازیکنان پوکر او را بازمی‌دارند. استلا، که اکنون حقیقت را پذیرفته، با نوزادش به آپارتمان یونیس هابل پناه می‌برد، در حالی که مصمم است استنلی را ترک کند.

## نقش‌ها
- مارلون براندو در نقش استنلی کووالسکی
- ویوین لی در نقش بلانش دی بویس
- کیم هانتر در نقش استلا کووالسکی
- کارل مالدن در نقش هارولد میشل
- رودی باند در نقش استیو هابل
- نیک دنیس در نقش پابلو گونزالس

## جوایز
- برنده جایزه اسکار بهترین بازیگر نقش اول زن، ویوین لی
- برنده جایزه اسکار بهترین بازیگر نقش مکمل مرد، کارل مالدن
- برنده جایزه اسکار بهترین بازیگر نقش مکمل زن، کیم هانتر
- برنده جایزه اسکار بهترین کارگردانی هنری برای تزئین صحنه (سیاه و سفید)
- نامزد جایزه اسکار بهترین فیلم، چارلز ک. فلدمن
- نامزد جایزه اسکار بهترین بازیگر نقش اول مرد، مارلون براندو
- نامزد جایزه اسکار بهترین کارگردانی، الیا کازان
- نامزد جایزه اسکار بهترین فیلم‌برداری (سیاه و سفید)
- نامزد جایزه اسکار بهترین فیلم‌نامه اقتباسی، تنسی ویلیامز
- نامزد جایزه اسکار بهترین طراحی لباس (سیاه و سفید)
- نامزد جایزه اسکار بهترین موسیقی متن
- نامزد جایزه اسکار بهترین میکس صدا

## تفاوت‌های بین نمایشنامه و فیلم
مضامین این نمایش بحث‌برانگیز بود و باعث شد فیلمنامه مطابق با قانون تولید هالیوود اصلاح شود. در نمایشنامه اصلی، شوهر بلانش پس از آن که همجنسگرا بودنش توسط بلانش کشف می‌شود، خودکشی می‌کند. این خودکشی از فیلم حذف شد. بلانچ در عوض می‌گوید که او نسبت به ذات حساس شوهرش بی‌احترامی کرده و او را به سمت خودکشی سوق داده‌است. با این حال او اشاره ای به همجنس‌گرایی او نمی‌کند.
صحنه مربوط به تجاوز جنسی استنلی به بلانچ در فیلم کوتاه شده‌است و در عوض بلانش برای دفاع از خود آینه را با بطری شکسته خرد می‌کند.
در پایان نمایش، استلا که از سرنوشت بلانچ دلهره دارد، با طعنه به استنلی اجازه می‌دهد تا از او دلجویی کند. در فیلم اما استلا، استنلی را مقصر سرنوشت بلانش می‌داند و می‌گوید که او را ترک می‌کند هر چند معلوم نیست که بر سر این تصمیم می‌ماند یا نه.
برخی از صحنه‌هایی که فیلمبرداری شده بودند برای نمایش از فیلم حدف شدند تا فیلم به اخلاق جامعه ضربه نزند.
در سال ۱۹۹۳، پس از آنکه کمپانی برادران وارنر در هنگام گرفتن موجودی معمول بایگانی‌ها فیلم سانسور شده را کشف کردند، چندین دقیقه از صحنه‌های سانسور شده را در بازپخش «نسخه اصلی کارگردان» به فیلم اضافه کردند.